# Momentmagnitudskalan
Momentmagnitudskalan är ett sätt att ange storleken på utlöst energimängd hos en jordbävning. En jordbävning med magnituden 6 frigör  {\displaystyle 10^{1.5}\approx 31.6} gånger mer energi än en jordbävning med magnituden 5. Skalan har sedan början av 2000-talet ersatt den tidigare Richterskalan, bland annat vid rapportering från den amerikanska myndigheten U.S. Geological Survey. De två skalorna ger liknande värden för mindre jordbävningar, medan Richterskalan kan underskatta storleken hos verkligt stora jordbävningar. I nyhetsrapportering anges ofta storleken hos en jordbävning med "Richterskalan", trots att storleksbestämningen i själva verket skett med momentmagnitudskalan.

## Historik
Momentmagnitudskalan introducerades 1979 av Thomas Hanks och Hiroo Kanamori som en efterföljare till Richterskalan och används av seismologer för att jämföra den energi som utlöses av jordbävningar. Momentmagnitudskalan {\displaystyle M_{\mathrm {w} }} är ett dimensionslöst tal definierat av 
{\displaystyle M_{\mathrm {w} }={2 \over 3}\left(\log _{10}{\frac {M_{0}}{\mathrm {N} \cdot \mathrm {m} }}-9.1\right)={2 \over 3}\left(\log _{10}{\frac {M_{0}}{\mathrm {dyn} \cdot \mathrm {cm} }}-16.1\right)}
där {\displaystyle M_{0}} är det seismiska momentet (med 1 newtonmeter [N·m] som referensmoment).
En ökning med 1 steg på denna logaritmiska skala motsvarar 101,5 = 31,6 gånger ökning av den utlösta energin, och en ökning av 2 steg motsvarar 103 = 1000 gånger ökning av energin.
Konstanterna i ekvationen har valts så att de beräknade värdena av momentmagnituden ungefär motsvarar beräknade värden enligt andra skalor, sådana som den lokala magnitudskalan, ML, vanligtvis kallad Richterskalan.
En fördel med momentmagnitudskalan är att den, till skillnad från andra magnitudskalor, inte är asymptotiskt konstant i sin övre del. Det vill säga, det finns inte något särskilt värde över vilket alla stora jordbävningar får ungefär samma magnitud. Av detta skäl är momentmagnitudskalan den mest använda skalan för beräkning av stora jordbävningar. 
Beteckningen är {\displaystyle M_{\mathrm {w} }}, med index w=utfört arbete (accomplished work).
Den amerikanska organisationen USGS använder inte denna skala för jordbävningar som har en magnitud som är lägre än 3,5.